# Saison 13 des Enquêtes de Murdoch
Chronologie
Saison 12 Saison 14
La treizième saison des Enquêtes de Murdoch est constituée de dix-huit épisodes.

## Synopsis
Julia est enfin chirurgienne, même si elle se trouve confrontée au sexisme ambiant. George continue d'écrire en parallèle de son poste dans la police de Toronto, avec les encouragements d'Effie. De son côté, Brackenreid essaye de se réconcilier avec Margaret. Higgins essaye de subvenir aux besoins de Ruth, tandis que l’inspecteur Watts rentre de voyage avec toujours autant de vigueur dans son travail. Mais Murdoch et Julia doivent aussi faire face aux ambitions de Violet…

## Distribution

### Acteurs principaux
- Yannick Bisson (VF : Jean-Philippe Puymartin) : Détective William Murdoch
- Thomas Craig (VF : Patrice Dozier) : Inspecteur Thomas Brackenreid
- Jonny Harris (VF : Luc Arden) : Agent George Crabtree
- Hélène Joy (VF : Dominique Westberg) : Dre Julia Ogden
- Lachlan Murdoch (VF : Philippe Bozo) : Agent Henry Higgins

### Acteurs récurrents
- Arwen Humphreys (VF : Marie-Laure Dougnac) : Margaret Brackenreid (7 épisodes)
- Daniel Maslany (VF : Christophe Lemoine) : Inspecteur Llewellyn Watts (8 épisodes)
- Bea Santos (VF : Cindy Tempez) : Louise Cherry (3 épisodes)
- Siobhan Murphy (en) (VF : Véronique Picciotto) : Ruth Newsome (2 épisodes)
- Shanice Banton (VF : Fily Keita) : Violet Hart (13 épisodes)
- Sebastian Pigott (VF : Valéry Schatz) : Dr Andrew Dixon (5 épisodes)
- James McGowan (VF : Bernard Lanneau) : Dr Forbes (3 épisodes)
- Clare McConnell (VF : Kahina Tagherset) : Effie Newsome (7 épisodes)
- Paul Braunstein (VF : Guillaume Bourboulon) : Raymond Huckabee (3 épisodes)
- Jesse LaVercombe (en) (VF : Clément Moreau) : Jack Walker (5 épisodes)
- Marc Senior : Robert Parker (7 épisodes)
- Jonelle Gunderson : Goldie Huckabee (4 épisodes)

### Invités
- Peter Stebbings (VF : Alexis Victor) : James Pendrick (2 épisodes)
- Kate Greenhouse (VF : Laura Blanc) : Sally Pendrick
- Peter Keleghan (VF : Lionel Henry (acteur)) : Terrence Meyers
- Matthew Bennett (VF : Bertrand Liébert) : Allen Clegg
- Nigel Bennett (VF : Georges Claisse) : Percival Giles, Chef du service de police
- Charles Vandervaart (VF : Maxime Baudouin) : John Brackenreid
- Trish Fagan (VF : Barbara Delsol) : Clara Brett Martin
- Stefano DiMatteo (VF : Mathieu Buscatto) : Rocco Perri
- John Tench (VF : Loïc Houdré) : Alexander Graham Bell
- Lisa Norton (VF : Laëtitia Lefebvre) : Emma Goldman
- Todd Hofley : Henry Ford
- David Storch (VF : Philippe Peythieu) : Thomas Edison
- Philip Craig (VF : Michel Laroussi) : Andrew Carnegie
- Grisha Pasternak (VF : Tom Trouffier) : Harry Houdini
- Eric Charters : Albert Einstein
- Ewa Placzynska (VF : Florine Delobel) : Marie Curie
- Andrew Hodwitz : Ernest Rutherford
- Dmitry Chepovetsky (VF : Pierre Laurent) : Nikola Tesla
- Peter Mikhail : H. G. Wells
- Marcello Di Fruscia (VF : Anthony Carter) : Armand Lavergne
- Christian Martel : Henri Bourassa
- Marty Moreau : Theodore Roosevelt
- Brad Austin : Clifford Sifton
- Tara Rosling (VF : Blanche Ravalec) : Martha Matilda Harper

## Liste des épisodes
1. Pour la cause
2. Dockers en colère
3. Jeunesse éternelle
4. Le père prodigue
5. L'enfer du camping
6. Fin d'un philatéliste
7. Toronto la nuit
8. Rideau final
9. Dose mortelle
10. Héritage spiritueux
11. Comment voyez-vous l'avenir ?
12. Une partie de chasse
13. Preuves accablantes
14. Suicide en cellule
15. Le procès de Terrence Meyers
16. L'inspecteur Ogden
17. Une visite inopportune
18. Le Règlement à la lettre

### Épisode 1:Pour la cause
- Canada : 16 septembre 2019 sur CBC
- France : 6 septembre 2020 sur France 3

- Canada : 1.01 millions de téléspectateurs
- France : 2.91 millions de téléspectateurs[1]

- Claire Goose : Dr Katherine Talbot
- Brandon McGibbon : Walter McReardy
- Janaya Stephens : Agnes Cummingham
- Linette Doherty : Mme Keening
- Tadhg McMahon : Étranger
- Aaron Chartrand : Ramsey Taylor
- Charles Boyland : Homme du bar #1
- Daniel Chichagov : Homme du bar #2
- Philip Graeme : Président
- Geoff Scovell : Homme dans la foule
- Anna Hardwick : Verna Jones
- Shailene Garnett : Nomi Johnston (non-créditée)

### Épisode 2:Dockers en colère
- Canada : 23 septembre 2019 sur CBC
- France : 6 septembre 2020 sur France 3

- France : 2.62 millions de téléspectateurs[2]

- Michael Rhoades : Lionel Armstrong
- George Masswohl : Cecil Vance
- Anthony Gerbrandt : Quinn
- Sean James Lee : Seamus
- Marie Ward : Lucille Fitzgerald
- Timothy Allen : Samuel Fitzgerald
- Billy Parrott : Maire
- Steve Rizzo : Homme

### Épisode 3:Jeunesse éternelle
- Canada : 30 septembre 2019 sur CBC
- France : 13 septembre 2020 sur France 3

- Canada : 1.14 millions de téléspectateurs
- France : 2.54 millions de téléspectateurs[3]

- Raoul Bhaneja (en) : Dr. Sanjay Prasad
- Joris Jarsky : Bertie Smothers
- Lindsey Connell : Doris Smothers
- Paul Braunstein : Raymond Huckabee
- Sava Drayton : Norman
- Nadine Whiteman : Rose
- Jenna Warren : Nancy
- James Dunn : Vendeur de journaux
- David Fish : Jack Townsend (non-crédité)
- Sigal Melamed : Polly Townsend (non-créditée)

### Épisode 4:Le père prodigue
- Canada : 14 octobre 2019 sur CBC
- France : 13 septembre 2020 sur France 3

- Janine Theriault : Faith Shields
- Nabeel El Khafif : Ferguson
- Justin Mader : Dr. Prescott
- Brett Reason : Stephen Shields
- Michael Caruana : Éditeur
- Jarret Wright : Lloyd Haversham (non-crédité)

### Épisode 5:L'enfer du camping
- Canada : 28 octobre 2019 sur CBC
- France : 20 septembre 2020 sur France 3

- France : 2.77 millions de téléspectateurs[4]

- Barbara Gordon : Alberta Bennett
- Matt Cooke : Fletcher Goss
- Scott Farley : Eli Goss
- Ian Heath : Nelson Dunn
- Zach Thompson : Michael Mullins
- Gordon Harper : Gregory Hunter
- Adam Langton : Agent juridique local
- Caleigh Le Grand : Conseillère municipale
- Aidan Vissers : Enfant #1
- Leonid Ioshpa : Enfant #2
- Teagan Wright : Enfant #3
- Zack Thompson : Michael Mullins (non-crédité)

### Épisode 6:Fin d'un philatéliste
- Canada : 4 novembre 2019 sur CBC
- France : 20 septembre 2020 sur France 3

- France : 2.43 millions de téléspectateurs[5]

- Charles Lafortune : Mr. Bedard
- Jeremy Legat : Aldous Germaine
- Lisa Merchant : Bertha MacDonald
- Wade Bogert-O'Brien : Détective Glenn Scott
- Dave Barclay : Mr. Seburn
- Catherine McNally : Mme. Emery
- Trevor Covelli : Owen Paxton

### Épisode 7:Toronto la nuit
- Canada : 11 novembre 2019 sur CBC
- France : 27 septembre 2020 sur France 3

- France : 2.79 millions de téléspectateurs[6]

- Erik Knudsen : Frank Rizzo
- Annie Briggs : Lucille Anderson
- Ethan Burnett : Tim Little
- Jason Blicker : David Dillinger
- Jameson Kraemer : Detective Babcock
- John Fitzgerald Jay : Peter Guthrie
- Nicole Stamp : Donna Chambers
- Chris Wilson : Digby Pears
- Bobby Daniels : 'Dollar' Bill Buckles
- Paul Irving : Agent Duncan
- Drew Moss : Passager du taxi
- Teddy Kellogg : Parieur
- Robert Fulton : Propriétaire
- Michael Bratty : Tiny
- Meighen Cleary : Jeune femme (non-créditée)
- Peter Schindelhauer : Régulier de la salle de billard (non-crédité)

### Épisode 8:Rideau final
- Canada : 18 novembre 2019 sur CBC
- France : 27 septembre 2020 sur France 3

- France : 2.38 millions de téléspectateurs[7]

- Jim Mezon : Grayson Howard
- Sara Garcia : Ada Cunningham
- Ivan Sherry : Herbert Gould
- Aidan Moreno : Barney Finch
- Jessica Huras : Joan Dalloway
- David Carter : Felix Potter
- Claire Alan : Annabeth Potter

### Épisode 9:Dose mortelle
- Canada : 25 novembre 2019 sur CBC
- France : 4 octobre 2020 sur France 3

- France : 2.60 millions de téléspectateurs[8]

- Stephanie Belding : Infirmière Kate Sullivan
- Sofia Banzhaf : Bella Cooper
- Jeff Meadows : Orson Cooper
- Heather Anne Fee : Jane Cooper
- John Fleming : Dr. Gettler
- Jajube Mandiela : Rose
- Timm Zemanek : Mr. Vickers
- Russell Ferrier : Robert Kerr
- Andrew Locke : Homme lisant un livre

### Épisode 10:Héritage spiritueux
- Canada : 6 janvier 2020 sur CBC
- France : 4 octobre 2020 sur France 3

- France : 2.42 millions de téléspectateurs[9]

- Sean Patrick Dolan : Jacob Quincannon
- Gord Rand : Leon Bronson
- Alex House : Mooney
- Alex Weiner : Roberts
- Meghan Allen : Angela Dempsey
- Brian J. Coffey : Ian Kilmister
- Mark Allan : Préposé
- Sean Hoy : Vétérinaire
- Steve MacDonald : Gardien de cellule

### Épisode 11:Comment voyez-vous l'avenir?
- Canada : 13 janvier 2020 sur CBC
- France : 11 octobre 2020 sur France 3

- France : 2.44 millions de téléspectateurs[10]

- Paul Beer : Bellhop
- Christine Horne : Svetlana Tsiolkofsky

### Épisode 12:Une partie de chasse
- Canada : 20 janvier 2020 sur CBC
- France : 11 octobre 2020 sur France 3

- France : 2.09 millions de téléspectateurs[11]

- Paul Braunstein : Raymond Huckabee
- Graham Cuthbertson : Bernard Helmsworthy
- Kira Guloien : Lucinda Helmsworthy
- Emily Stranges : Charlene Chamberlain
- Jesse LaPointe : Todd Steel
- Martin Burt : Merriwether
- Colin Doyle : Scientifique
- Joan Gregson : Femme dans le carrosse (non-créditée)

### Épisode 13:Preuves accablantes
- Canada : 27 janvier 2020 sur CBC
- France : 18 octobre 2020 sur France 3

- France : 2.24 millions de téléspectateurs[12]

- Colin Mochrie : Ralph Fellows
- Sebastian Spence : Allen Templeton
- Dan Beirne : Mr. Mansfield
- Orville Cummings : Portier de nuit
- Glen Anthony : Boulanger
- Alex Hatz : Percival Emerson
- Marvin Hinz : Propriétaire de la boutique
- Daniel Krolik : Journaliste

### Épisode 14:Suicide en cellule
- Canada : 3 février 2020 sur CBC
- France : 18 octobre 2020 sur France 3

- France : 2.06 millions de téléspectateurs[13]

- Adam Kenneth Wilson : Député Warden Brian Kelleher
- John Jarvis : Warden Sydney MacNeil
- Liisa Repo-Martell : Bridget Mulcahy
- Siobhan Bolton : Abigail Crowley
- Shailene Garnett : Nomi Johnston
- Raven Dauda : Sarah Johnston
- Nathan Howe : Bertram Flanders
- Stephen Jackson : Luke Dillon
- Mark Roeder : John Nolan
- Joshua Browne : Mr. O'Kelly
- Stephen Farrell : Peader Regan
- Peter Deiwick : Boyle
- Brendan O'Gorman : Prêtre
- Kym Wyatt McKenzie : Garde

### Épisode 15:Le procès de Terrence Meyers
- Canada : 10 février 2020 sur CBC
- France : 25 octobre 2020 sur France 3

- France : 2.26 millions de téléspectateurs[14]

- Lina Roessler : Agent Baker
- Brian Paul : Sir Wilfred Laurier
- Stephen Park : Juge Robert Shay
- Philip Van Martin : Général Patrice Dionne
- Ed Roy : Deputy Ministre Abner Walker
- Bradley Hamilton : Agent spécial
- Joshua Graham : Serviteur de Clegg
- Robert Racki : Henri Gaston
- Christine Horne : Svetlana Tsiolkofsky
- Andy Auld : Agent Wilbur Reynolds
- Jordan Gray : Agent Victor Palmer
- Carlo Essagian : Serveur

### Épisode 16:L'inspecteur Ogden
- Canada : 17 février 2020 sur CBC
- France : 25 octobre 2020 sur France 3

- France : 2.01 millions de téléspectateurs[15]

- Jeff Clarke : Detective Graham Irwin
- Jorja Cadence : Alice West
- Jordan Kronis : Garreth
- Katherine Fogler : Celia Quinlan
- Brian Cook : Jasper Quinlan
- Megan Dennis : Greta
- Carlyn Burchell : Sarah Davis
- Julian De Zotti : Teddy Davis
- Caitlin Benton : Ramona Keating (non-créditée)

### Épisode 17:Une visite inopportune
- Canada : 24 février 2020 sur CBC
- France : 1er novembre 2020 sur France 3

- France : 2.42 millions de téléspectateurs[16]

- Ben Sanders : Détective Edwards
- Ryan Hollyman : Lincoln
- Sarah Swire : Amelia
- Jeremy Legat : Aldous Germaine
- Ken Hall : Derek Ferdinand
- Caitlin Driscoll : Stella Davenport
- Ric Reid : Chef de la police
- Andrew Perun : Agent de police du poste n°5
- Joel Rinzler : Propriétaire du bar de l'hôtel
- Alex Hatz : Percival Emerson
- Nick Biskupek : Gibson
- Sherry Schell : Infirmière Sherry
- Aiden Altow : Étudiant du séminaire médical
- Mehron Halitsky : Étudiant du séminaire médical
- Maddy Foley : Pianiste
- Charlie Ebbs : Patron du bar
- Jennifer Krukowski : Tante Rhoda (non-créditée)

### Épisode 18:Le Règlement à la lettre
- Canada : 2 mars 2020 sur CBC
- France : 1er novembre 2020 sur France 3

- France : 2.23 millions de téléspectateurs[17]

- Ryan Hollyman : Lincoln
- Ben Sanders : Détective Edwards
- Sarah Swire : Amelia
- Alex Hatz : Percival Emerson
- Nick Biskupek : Gibson
- Joel Rinzler : Propriétaire du bar de l'hôtel
- Ken Hall : Derek Ferdinand
- Connor Lucas-Loan : Jeffrey
- Maddy Foley : Pianiste
- Caitlin Driscoll : Stella Davenport
- Jonathan Malen : Philipe MacAuley
- Joan Gregson : Femme sur le canapé
- Danny Soberano : Mari
- Anna Valela : Épouse
- Lizzy Drakara : Actrice
- Michael Joseph Delaney : Fossoyeur (non-crédité)